# Pardinho (kommun)
Pardinho är en kommun i Brasilien.   Den ligger i delstaten São Paulo, i den södra delen av landet, 800 km söder om huvudstaden Brasília. Antalet invånare är 5 582.
Följande samhällen finns i Pardinho:
- Pardinho

Omgivningarna runt Pardinho är huvudsakligen savann. Runt Pardinho är det ganska glesbefolkat, med 22 invånare per kvadratkilometer.